# Nổi dậy Tây Tạng 1959
| Lịch sử Tây Tạng |
| --- |
| Cổ đạiThời kỳ đồ đá mới Tượng Hùng ~500 TCN–645                                                                                       |
| Thổ Phồn 618–842Thời kỳ phân liệt 842–1253 Guge 1088–1630                                                                             |
| Thời kỳ các giáo phái thống trịSakyapa 1253–1358 ∟ thuộc Nguyên 1271–1354 Phagmodrupa 1354–1618 Rinpungpa 1435–1565 Tsangpa 1565–1642 |
| Chính quyền Ganden Phodrang 1642–1959Hãn quốc Khoshut 1642–1717 Tây Tạng thuộc Thanh 1720–1912 Tây Tạng 1912–1951                     |
| Cộng hòa Nhân dân Trung Hoa 1951–nayKhu tự trị Tây Tạng 1965–nay                                                                      |
| Xem thêm Quân chủ • Niên biểu • Phật giáo Tây Tạng Chính phủ lưu vong Tây Tạng                                                        |
| x t s |

Nổi dậy Tây Tạng năm 1959 hoặc Cuộc nổi loạn Tây Tạng năm 1959 bắt đầu vào ngày 10 tháng 3 năm 1959, khi một cuộc nổi loạn diễn ra ở Lhasa, thủ phủ của Tây Tạng, vùng đất đã nằm dưới sự kiểm soát của Cộng hòa Nhân dân Trung Hoa (Trung Quốc) kể từ khi Hiệp định 17 điều được ký kết năm 1951. Xung đột đột vũ trang giữa các lực lượng du kích Tây Tạng và Quân giải phóng Nhân dân Trung Quốc bắt đầu vào năm 1956 tại các vùng Kham và Amdo, là các vùng đang được thực thi cải cách xã hội chủ nghĩa nhằm bãi bỏ chế độ nông nô phong kiến ở Tây Tạng. Chiến tranh du kích sau đó lây lan sang các khu vực khác của Tây Tạng và kéo dài đến năm 1962.
Sự kiện này được các nhóm người Tây Tạng lưu vong tổ chức kỷ niệm với tên gọi Ngày khởi nghĩa Tây Tạng trong khi chính quyền Tây Tạng sở tại tổ chức với tên gọi Ngày giải phóng nông nô Tây Tạng.

## Hậu quả
Ước tính có khoảng 89.000 thương vong trong vụ nổi dậy. Norbulingka bị tấn công khoảng 800 lần, một số người Tây Tạng chưa biết rõ con số chết trong đống đổ nát của cung điện. Ba tu viện chính của Lhasa - Sera, Ganden và Drepung - cũng bị ảnh hưởng nặng. Quân đội Trung Quốc đã giải giáp các vệ sĩ còn lại của Dalai Lama thứ 14, những người vẫn ở lại Lhasa, và một số bị xử bắn công khai. Ngoài ra, còn có thêm những vụ truy bắt những người Tây Tạng cất giấu vũ khí. Hàng nghìn tu sĩ chết trong chiến sự hoặc bị bắt, các tu viện và đền thờ của họ bị phá hủy.